# Cementerio Yakuza
Cementerio Yakuza  (en japonés: 新・仁義の墓場, Shin jingi no hakaba. Traducción literal en inglés “New Graveyard of Honor”?) también conocida como Graveyard Of Honor, es una película sobre la yakuza dirigida por Takashi Miike en 2002. Es una nueva versión de la película de Kinji Fukasaku del mismo nombre de 1975, que está basada en la vida real de un miembro de la Yakuza.

## Argumento
Rikuo Ishimatsu es un friegaplatos huraño y sin amigos. Un buen día, unos yakuza entran salvajemente en el restaurante donde trabaja para acabar con la vida de otro yakuza que es jefe de un clan rival. La brutal e inesperada intervención de Rikuo salva la vida del jefe yakuza, que le jura eterno agradecimiento y hace que suba posiciones en el escalafón criminal de Tokio. Cuando se le ordena asesinar a otro yakuza de otra familia, acepta sus órdenes. Sabe que le conducirá a su arresto y procesamiento por asesinato, lo que acepta conscientemente como parte de su percepción del código de honor de la yakuza. Ishimatsu pronto es arrestado por la policía y es sentenciado a cinco años de prisión. A su salida, sus viejos amigos yakuza vienen a recogerlo a las puertas de la prisión y decide que ahora planeará asesinar a los viejos jefes de los clanes para cambiar las redes de poder de la yakuza. Su falta de escrúpulos y su sed de sangre le harán pronto famoso y temido tanto entre sus rivales como entre sus compañeros. Con su instinto de depredador sembrará las calles de la ciudad con los cadáveres de aquellos que se crucen en su camino. 

## Reparto
| Actor               | Papel                     |
| ------------------- | ------------------------- |
| Goro Kishitani      | Rikuo Ishimatsu           |
| Narimi Arimori      | Chieko Kikuta             |
| Yoshiyuki Daichi    | Yoshiyuki Ooshita         |
| Harumi Inoue        | Yoko Imamura              |
| Hirotaro Honda      | Oficial correccional      |
| Renji Ishibashi     | Denji Yukawa              |
| Takashi Miike       | Pistolero del restaurante |
| Ryōsuke Miki        | Kōzō Imamura              |
| Yasukaze Motomiya   | Kanemoto                  |
| Mikio Osawa         | Masato Yoshikawa          |
| Daisuke Ryu         | Tadaaki Kuze              |
| Harumi Sone         | Ryuuzō Fukui              |
| Shun Sugata         | Toshi Nishizaki           |
| Tetsurō Tamba       | Tetsuji Tokura            |
| Yoshiyuki Yamaguchi | Shigeru Hashida           |
| Shingo Yamashiro    | Shinobu Sawada            |
| Shinji Yamashita    | Masaru Narimura           |
| Rikiya Yasuoka      | Aoyama                    |

## Otros créditos
- Producida por: Mitsuru Kurosawa y Tsutomu Tsuchikawa.
- Director de planificación: Ken Takeuchi y Tsuneo Seto.
- Planificación: Shigenori Takechi y Fujio Matsushima.
- Productor ejecutivo: Yoshihiro Masuda.
- Productores: Kazuyuki Yokoyama y Shigeji Maeda.
- Productor de línea: Hitoki Ookoshi.
- Productor asistente: Michinao Kai.
- Director de producción: Hirofumi Yamabe.
- Asistente de dirección: Bunmei Katô.
- Diseñador de producción (arte): Tatsuo Ozeki.
- Grabación (sonido): Yukiya Sato.
- Efectos de sonido: Kenji Shibasaki.
- Cooperación de producción: Excellent Film.

## Lanzamiento
Cementerio Yakuza fue estrenada en los cines de Japón el 22 de junio de 2002. Fue lanzada en VHS en diciembre de 2002 por Toei Video, y en DVD el 13 de septiembre de 2002 publicado por Toei Company y distribuido por Daiei y  Toei Video. En España fue lanzada en DVD en 2005 por Cameo Media. Ha tenido ediciones distintas en DVD en todo el mundo, con contenido extra diferente. En 2020 Arrow Video editó una versión en Blu-ray llamada: Graveyards of Honor: Two Films by Kinji Fukasaku & Takashi Miike. Que contiene ambas versiones de dos maestros incomparables del cine japonés, Kinji Fukasaku y Takashi Miike, que nos presentan sus propias adaptaciones de la novela Graveyard Of Honor de Goro Fujita. La edición fue acompañada de material extra.